# Acetobacteraceae

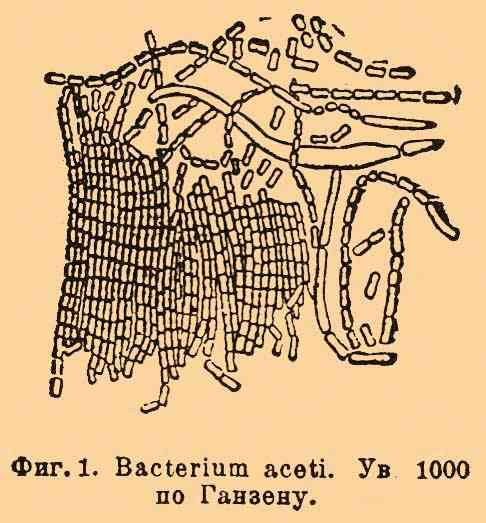
Bacterium aceti — синоним Acetobacter aceti

Acetobacteraceae (лат., возможное русское название — уксуснокислые бактерии) — семейство бактерий из типа протеобактерий, которые получают энергию, окисляя этанол до уксусной кислоты (являются строго облигатными аэробами). Поэтому они часто развиваются вслед за дрожжами, используя продукт спиртового брожения как субстрат для роста. Это грамотрицательные аэробные палочковидные бактерии, слабоподвижные за счёт перитрихиально или полярно расположенных жгутиков или неподвижные. Довольно требовательны к субстратам для роста. Почти все виды нуждаются в отдельных витаминах, в первую очередь в пантотеновой кислоте, однако есть формы, способные к синтезу всех факторов роста. Не стоит путать их с родом Acetobacterium, которые являются анаэробными гомоацетогенными факультативными автотрофами (ацетогенами) и могут восстанавливать CO2 до уксусной кислоты (см. статью Acetobacterium woodii). Для производства уксуса применяются в основном представители двух родов — Gluconobacter и Acetobacter.

## Характеристика семейства
В природе уксуснокислые бактерии практически вездесущи. Их легко обнаружить там, где в результате сбраживания сахара формируется этанол. Их легко получить из нектара цветов или перебродивших фруктов. Ещё одним хорошим субстратом для них служит яблочный сидр и непастеризованное пиво, которое не пропускали через фильтр. Растут бактерии, покрывая поверхность тонкой плёнкой — из-за своей аэробности и активной подвижности. Синтез уксуса начинается только тогда, когда уксуснокислые бактерии попадают на среду, содержащую алкоголь, например, в вино. Считается, что активную роль в их распространении играют плодовые мушки и уксусные угрицы.
Поскольку эти бактерии продуцируют уксусную кислоту, они обычно ацидотолерантны, и хорошо растут при pH ниже 5,0, хотя оптимальным для их роста является промежуток pH 5,4—6,3.
К числу окисляемых соединений относятся одноатомные спирты, содержащие от 2 до 5 углеродных атомов, а также многоатомные спирты — производные сахаров. Окисление первичных спиртов приводит к образованию кислот. Например, этанол с помощью соответствующих дегидрогеназ окисляется до ацетата:
CH3CH2OH + НАД+ → CH3CHO + НАД•H2 (алкогольдегидрогеназа)
CH3CHO + НАД+ + H2O → CH3COOH + НАД•H2 (альдегиддегидрогеназа)
Вторичные спирты окисляются до кетонов:
CH3-CHOH-CH3 → CH3-CO-CH3.
Многоатомные спирты окисляются этими бактериями в альдозы и кетозы, например: сорбит → сорбоза; глицерин → диоксиацетон. Альдозы и кетозы могут далее окисляться в соответствующие кислоты. Метаболизирование сахаров осуществляется по окислительному пентозофосфатному пути.
Круг окисляемых соединений различен для разных представителей, входящих в эту группу. Для характеристики энергетических возможностей уксуснокислых бактерий важно подчеркнуть, что у них развилась удивительная способность воздействовать на определенные химические группировки, осуществляя их одно- или двухступенчатое окисление.

### РодAcetobacter
Acetobacter могут окислять уксусную кислоту до углекислого газа и воды, используя ферменты цикла кислот Кребса. При обилии спиртов они сначала окисляют их до альдегидов, а затем до соответствующих кислот, но после исчерпания из среды исходного субстрата бактерии начинают медленно окислять уксусную кислоту, включая её в механизм конечного окисления — ЦТК.

### РодGluconobacter
Некоторые уксуснокислые бактерии не способны к последующим превращениям образовавшихся соединений, и их окислительные способности, следовательно, весьма ограничены. Эти бактерии, объединённые в род Gluconobacter, глюкозу окисляют до глюконовой кислоты, этанол — только до ацетата, который дальше не может ими окисляться из-за отсутствия некоторых ферментов ЦТК.